# Keenan Nasution
Keenan Nasution (ur. 5 czerwca 1952 w Dżakarcie) – indonezyjski piosenkarz i autor utworów muzycznych, związany z grupami Sabda Nada i Badai Band.
W 1996 r. był jednym z założycieli zespołu Sabda Nada (później działającego jako Gipsy). W wyniku ich współpracy z Guruhem Sukarnoputrą powstał album Guruh Gipsy, który stanowi „filar indonezyjskiej muzyki pop”.
Wystąpił na pierwszym albumie zespołu Gank Pegangsaan, zatytułowanym Palestina. Utwór „Dirimu” stał się przebojem i był grany w różnych rozgłośniach radiowych.
W 1978 r. wydał swój pierwszy album solowy pt. Di Batas Angan Angan. Wypromował przebój „Nuansa Bening”, który w późniejszym okresie został ponownie wykonany przez Vidiego Aldiano.

## Dyskografia
Źródło: .
Albumy
- 1978: Di Batas Angan Angan
- 1979: Tak Semudah Kata-Kata
- 1980: Akhir Kelana
- 1981: Beri Kesempatan
- 1982: My Love (wraz z Idą Royani)
- 1983: Romansa (wraz z Idą Royani)
- 1983: 42nd Street
- 1984: Dara Dara
- 1986: Kupu Kupu Cinta
- 1990: Bunga Asmara